# Pasadena Bowl 1971
Match précédent Match suivant
Le Pasadena Bowm 1971 est un match de football américain joué au Rose Bowl. Il s'agit de la 26e édition du Pasadena Bowl qui ne sera plus organisé avant l'édition de 1976. 
Le match a mis en présence l'équipe de collège des Spartans de San Jose State évoluant dans la Pacific Coast Athletic Association aux Tigers de Memphis State évoluant dans la  Missouri Valley Conference. 
Il s'agissait de leur première participation à un bowl.

## Résumé du match
| Équipes                    | Conférences | Entraîneurs     | Stats. saison rég. |
| -------------------------- | ----------- | --------------- | ------------------ |
| Tigers de Memphis State    | PCAA        | Billy J. Murphy | 4-6                |
| Spartans de San Jose State | MVC         | Dewey King      | 5-5-1              |

Menés 3 à rien dans le premier quart-temps, le joueur de Memphis State, linebacker Tom Carlsen bloque un punt adverse et le recouvre dans la zone d'en-but. Memphis State mène alors 7 à 3. Running back Dornell Harris inscrit un nouveau touchdown pour les Tigers lesquels mènent 14 à 3. Le running back Skeeter Gowen inscrit un troisième touchdown pour les Tigers à la suite d'une course et running back Clifton Taylor un quatrième. Le match est joué malgré un dernier sursaut des Spartans. Ceux-ci perdent le match à cause de 5 turnovers malgré un nombre de yards gagnés plus important que leur adversaire (350 pour 290).  
L'entraîneur principal des Tigers de Memphis State, Billy J. Murphy annonce prendre sa retraite après sa victoire au bowl après 14 saisons à la tête de l'équipe.  .